# Новоалександровский (Матвеево-Курганский район)
Новоалександровский — хутор в Матвеево-Курганском районе Ростовской области, у границы с Украиной.
Входит в состав Новониколаевского сельского поселения.

## География

### Улицы
- ул. Заречная,
- ул. Зеленая.

## Население
| 2010 |
| ---- |
| 64   |